# 鳳駅
鳳駅（おおとりえき）は、大阪府堺市西区鳳東町一丁にある、西日本旅客鉄道（JR西日本）阪和線の駅である。

## 概要
堺市西区の中心駅で、吹田総合車両所日根野支所鳳派出所（2012年5月31日までは日根野電車区鳳派出所、その前は車両基地としての鳳電車区であった）および乗務員区所としての鳳電車区も併設されており、阪和線における拠点駅の一つである。鳳派出所は現在でも留置線として使用され、夜間滞泊運用があるため、当駅が始発・終点となる列車が終日設定されている。2011年3月11日までの日中には当駅が始発・終点となる列車はなく早朝・朝ラッシュ時、および夜間にのみ設定されていた。
当駅は阪和線の本線と、東羽衣駅への阪和線支線との分岐駅となっている。この支線も正式には阪和線の一部であるため、線路名称上では当駅は阪和線単独駅である。駅番号については本線部のみが対象となっており、JR-R33が付与されている。しかし、路線案内上では本線部分のみを「阪和線」、東羽衣支線を「羽衣線」と表記している。以下では本項でもこの形式に従う。
阪和線では唯一漢字一文字の駅である。

## 歴史
- 1929年（昭和4年）7月18日：阪和電気鉄道が阪和天王寺駅（現在の天王寺駅） - 和泉府中駅間および当駅 - 阪和浜寺駅（現在の東羽衣駅）間開業時に、その本線と支線の接続駅として設置[2]。
- 1933年（昭和8年）
  - 9月1日：車庫洗車台増築願届出[3]。
  - 10月26日：留置線増強願届出[3]。
- 1935年（昭和10年）3月12日：機関庫増築願届出[3]。
- 1937年（昭和12年）上半期：ホーム延長[4]。
- 1939年（昭和14年）上半期：当駅付近への梅鉢車両の工場移転に伴う側線延長[5]。
- 1940年（昭和15年）12月1日：吸収合併により、南海鉄道山手線の駅となる[2]。
- 1944年（昭和19年）5月1日：戦時買収により国有化され、運輸通信省（国鉄）阪和線の駅となる[2]。
- 1985年（昭和60年）
  - 3月14日：貨物の取り扱いを廃止[6]。
  - 12月12日：駅舎改築、橋上駅化[1]。総工費6億円[1]。
- 1986年（昭和61年）11月1日：特急「くろしお」の停車駅となる。荷物扱い廃止[6]。
- 1987年（昭和62年）4月1日：国鉄分割民営化により、西日本旅客鉄道（JR西日本）の駅となる[2][6]。
- 1993年（平成5年）7月1日：阪和線運行管理システム（初代）導入。
- 1998年（平成10年）5月23日：自動改札機を設置し、供用開始[7]。
- 2002年（平成14年）：6番のりばを廃止[8]。
- 2003年（平成15年）11月1日 ：ICカード「ICOCA」の利用が可能となる[9]。
- 2010年（平成22年）3月13日：ダイヤ改正により「くろしお」「スーパーくろしお」の停車が取りやめとなる[10]。
- 2011年（平成23年）3月12日：ダイヤ改正により日中時間帯の普通は天王寺駅 - 当駅間での運転となり、当駅 - 日根野駅間は区間快速に置き換わる形で廃止される[11]。
- 2013年（平成25年）9月28日：阪和線運行管理システムを2代目のものに更新。
- 2018年（平成30年）3月17日：羽衣線の4両運転開始に伴い、5番のりばのホーム有効長が1両分延長され供用開始。また、駅ナンバリングが導入される。
- 2019年（令和元年）9月23日：駅前バスターミナルが供用開始。これに伴い南海バスの旧「鳳駅前」停留所は「西堺警察署前」に改称。

## 駅構造

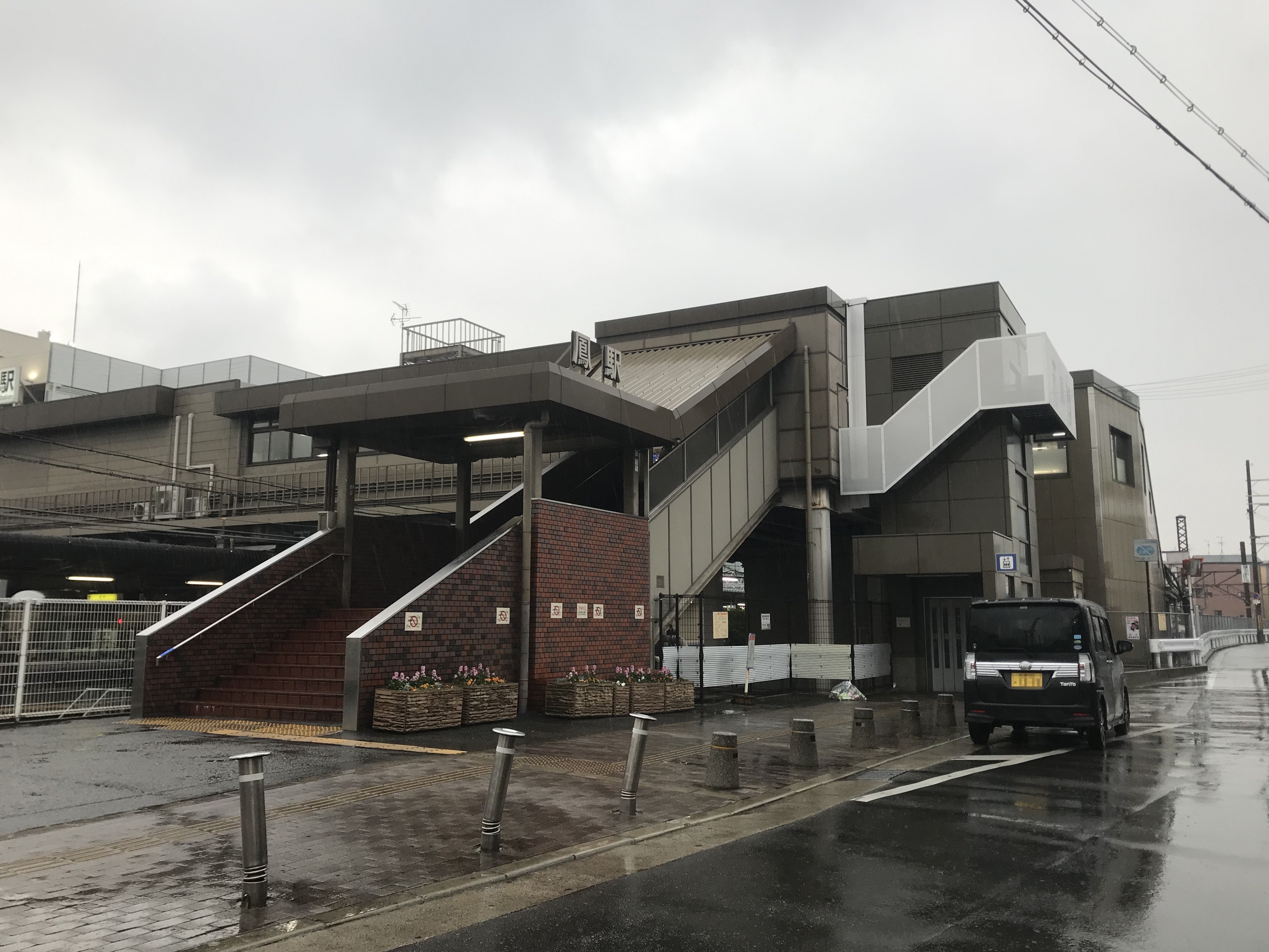
西口（2019年1月）

単式ホーム1面1線と島式ホーム2面4線、計3面5線のホームを持つ地上駅で、橋上駅舎を有する。出入口は東口・西口の2か所がある。ホーム有効長は、本線部は8両編成分、羽衣線5番のりばは4両編成分。くろしお号の一部の電車が停車していた頃は9両編成も含まれていたが、9号車天王寺寄りと、1号車和歌山寄りには扉はなく、ホーム有効長内に客用扉が収まっていたため、扉カットは実施していなかった。現在は2番のりばの和歌山方と4番のりばの天王寺方にくろしお号用の停車位置目標があるが、定期列車で使われることはない。改札口は1ヶ所のみ。駅コンコースは自由通路を兼ね、東口・西口ともにエレベーターが設置されている。東羽衣方面のホームはややカーブしており、かつて6番のりばだった部分は線路が撤去され柵で仕切られた。また、5番のりばの天王寺寄りには本線への渡り線の他に安全側線が設置されていたが、4両化工事に伴い撤去された。
駅舎のバリアフリー対応は2008年3月竣工。エレベーターが各ホームに1機ずつ設置されている。エスカレーターは、和歌山・関西空港方面（1番のりば・2番のりば）ホームおよび天王寺・大阪方面（3番のりば・4番のりば）ホームに上りと下りの2本ずつ、羽衣線ホームは上り1本のみ設置されている。
2013年9月に阪和線の運行管理システムが更新されたのに伴い、ホームやコンコースに設置されている電光掲示板の表示が一新された。
駅長が配置された直営駅であり、管理駅として百舌鳥駅・上野芝駅・津久野駅・富木駅・東羽衣駅の5駅を管轄している。みどりの券売機・定期券自動発行機が設置されている。ICカード「ICOCA」を利用することができる（相互利用可能ICカードはICOCAの項を参照）。駅構内には、コンビニエンスストアのセブンイレブンハート・イン、うどん店の「麺家」、紀陽銀行ATMなどがある。

### のりば
| のりば | 路線     | 方向     | 行先                           | 備考                                                 |
| ------ | -------- | -------- | ------------------------------ | ---------------------------------------------------- |
| 1・2   | 阪和線   | 下り     | 和泉府中・関西空港・和歌山方面 |                                                      |
| 3・4   | 阪和線   | 上り     | 堺市・天王寺・大阪方面         | 一部2番のりば、当駅折り返し普通列車は3番のりばに発着 |
| 5      | ■ 羽衣線 | ■ 羽衣線 | 東羽衣方面                     |                                                      |

- 駅掲示時刻表の路線名は、和歌山方面・天王寺方面は「阪和線・関西空港線」、東羽衣方面は「羽衣線」となっている。
- 朝4時台の天王寺方面行き普通電車は2番のりばを使用する。
- かつて天王寺方面からの鳳駅折り返し列車は3番のりばにしか入線出来なかったが、列車の運行障害時に柔軟な折り返し運転が行えるように2013年12月に列車折り返し設備が増設され、3番のりばのみならず1・2番のりばでも天王寺方面からの折り返し運行が可能となった。また、従前は不可能だった和歌山方面からの折り返し運行が2・3番のりばで可能となった[13]。

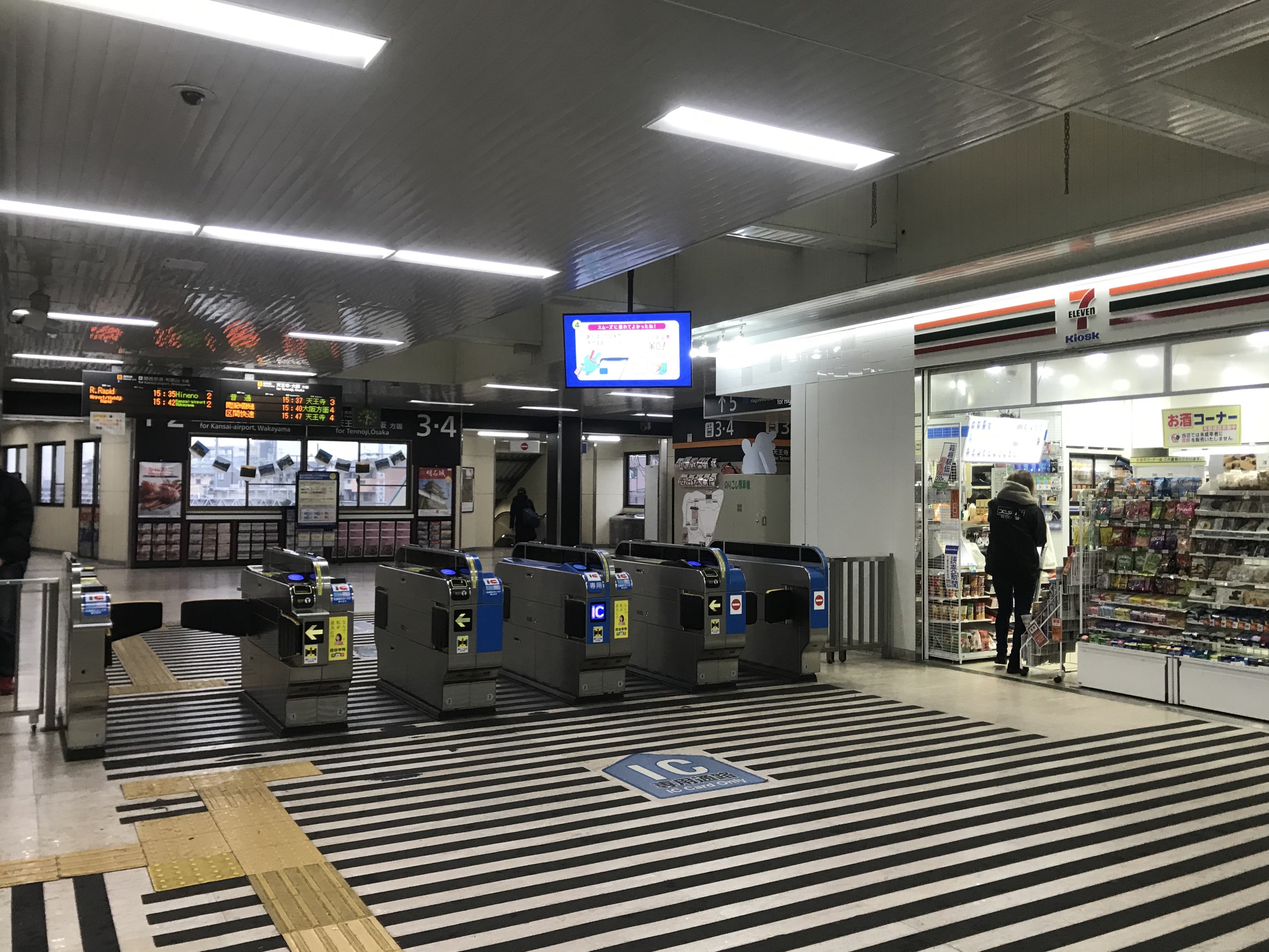
改札口（2019年1月）
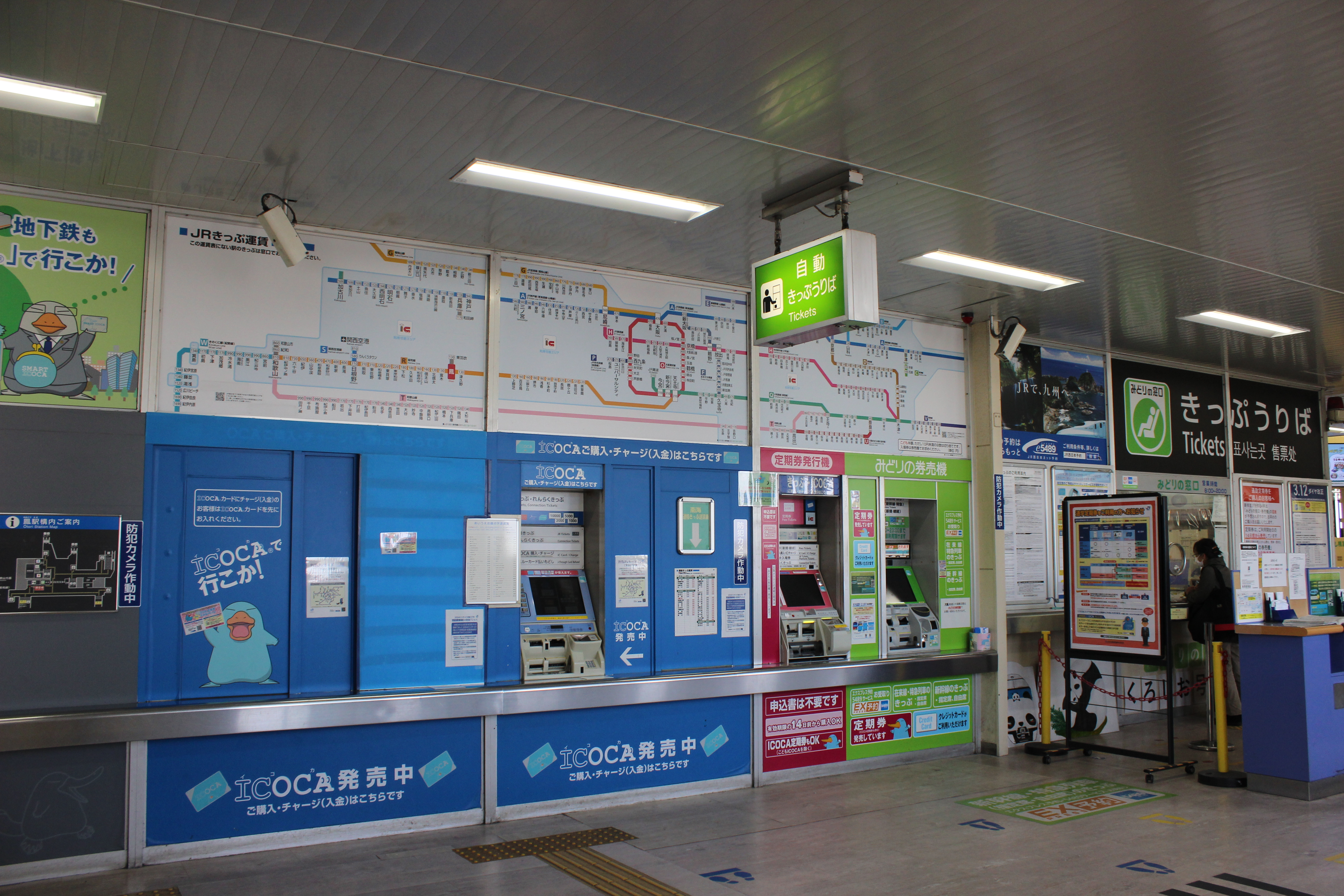
きっぷ売り場（2022年3月）
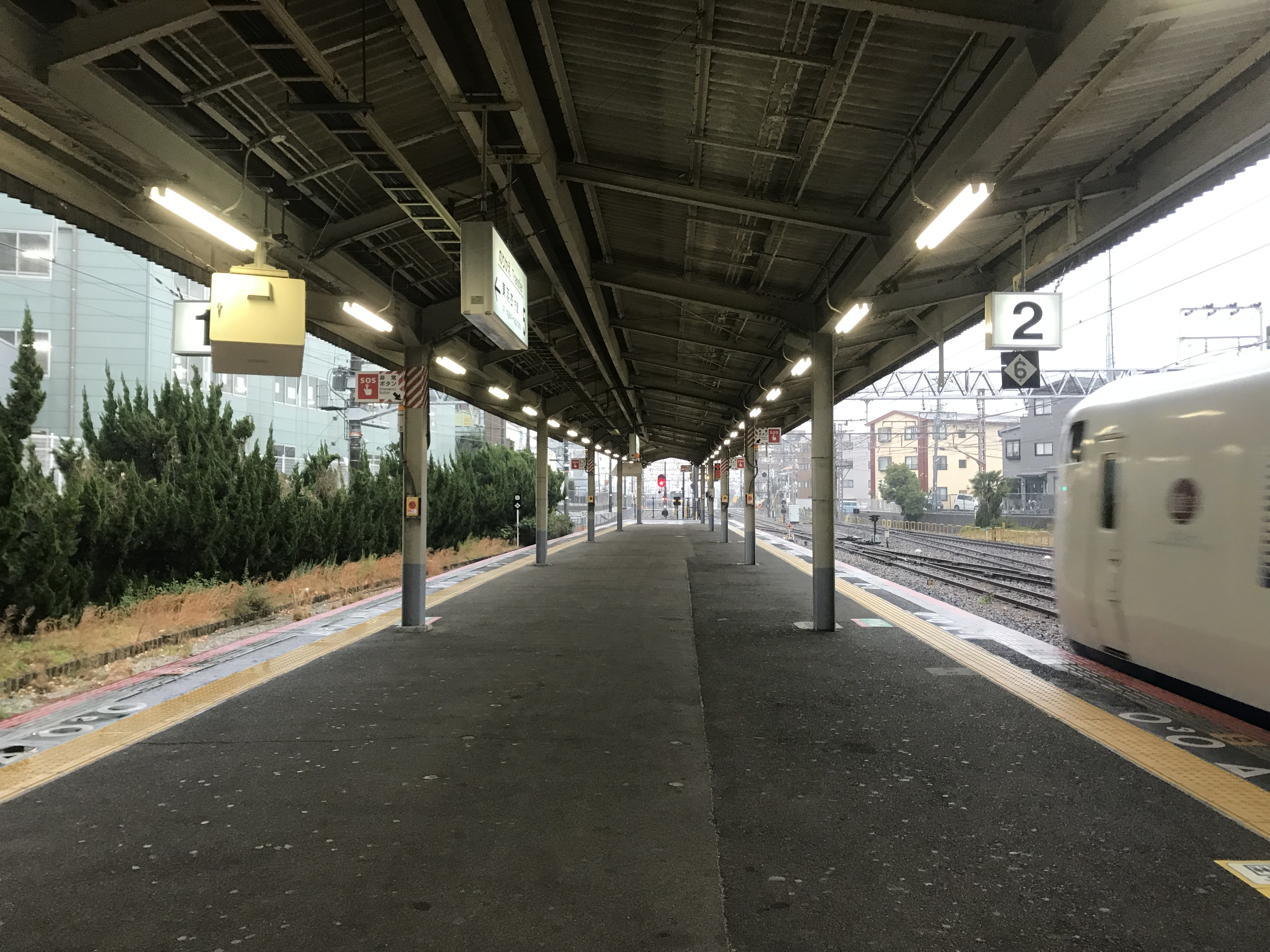
1・2番のりば （2019年1月）
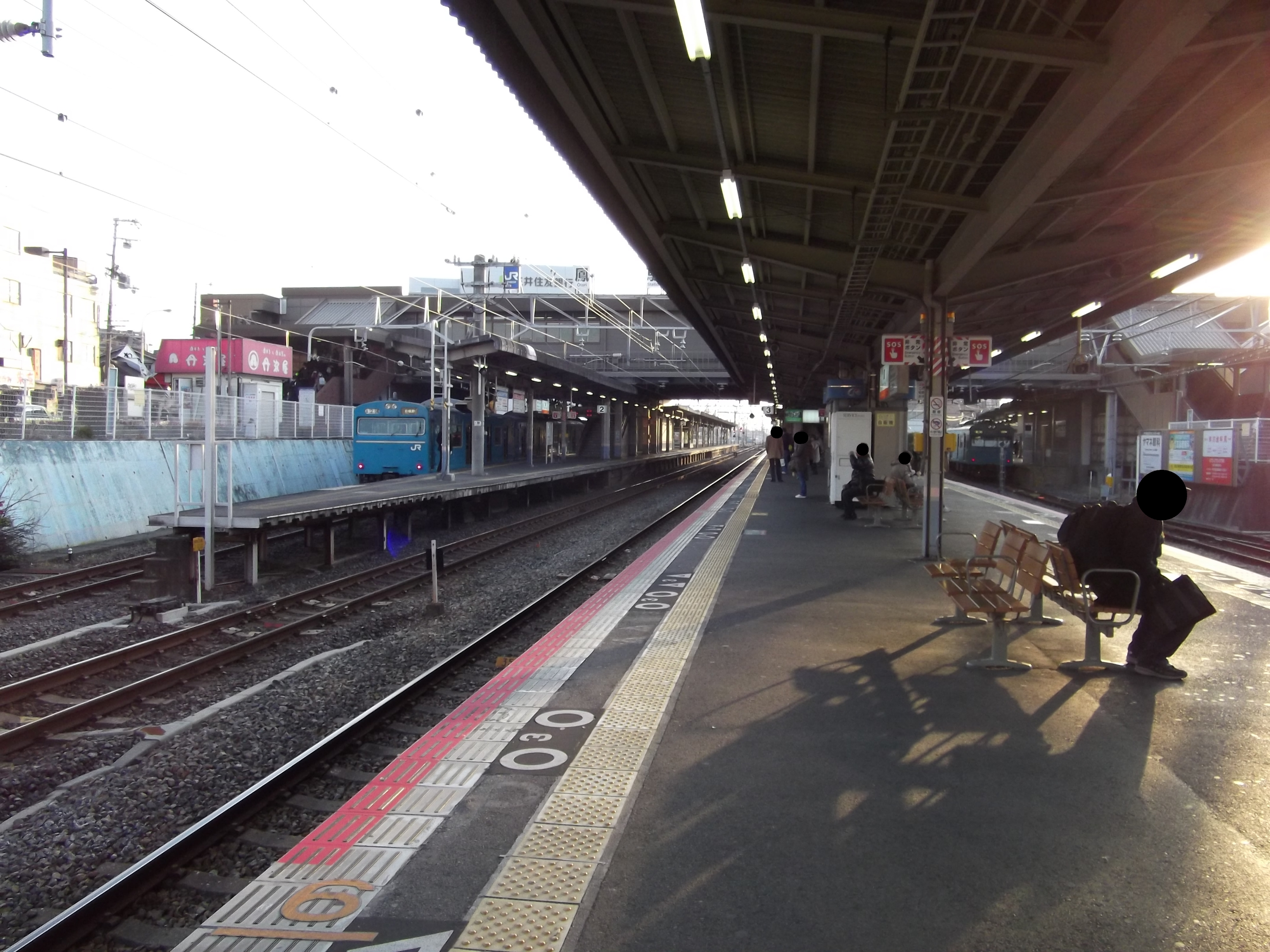
3・4番のりば （2011年1月）
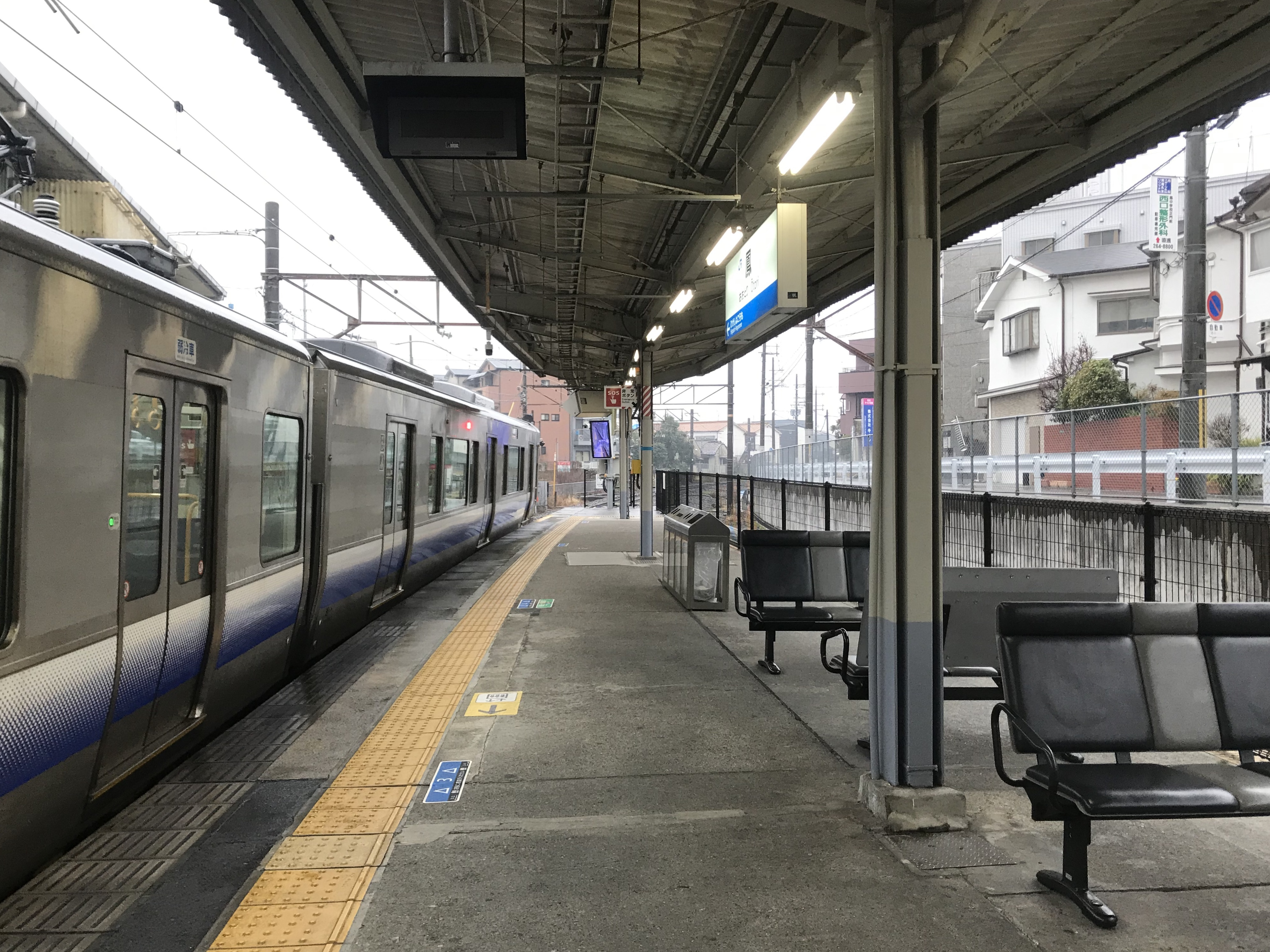
羽衣線5番のりば （2019年1月）
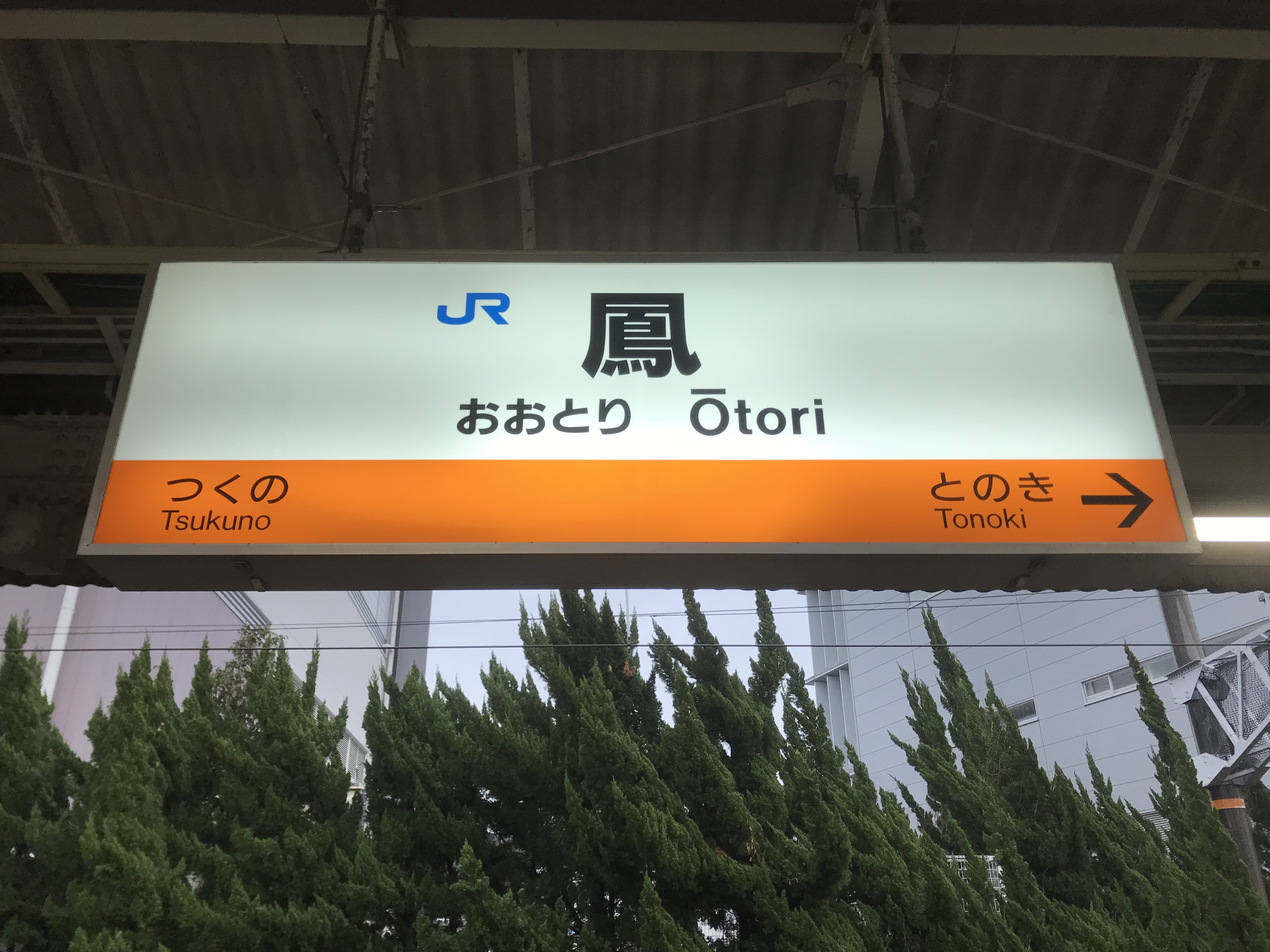
駅名標（2019年1月）

## ダイヤ
阪和線の下り（和歌山方面）本線は2番のりば、上り（天王寺方面）本線は4番のりばとなっている。1番のりばと3番のりばは待避列車の発着に使用されることが多いが、運用が固定されているわけではない。特に上りは当駅始発の快速が3番のりばに入線し、富木駅以南からの普通が4番のりばに到着、接続を受けて快速が先発するという場面もある。
当駅では、日中以外の時間帯に快速と普通の緩急接続が行われている。かつては下りでラッシュ時に普通が上野芝駅で快速・特急の通過待ちを行い、追い抜いた快速が1番のりばで特急を通過待ちした後に2番のりばに到着する普通の接続待ちを行う設定もあった。
日中の天王寺方面から当駅止まりの電車はそのほとんどが折り返して天王寺行きとなるため3番のりばに直接入る。この場合で当駅より先に向かう場合は、隣のホームに移動する必要がある。また、折り返しとならない当駅止まりの電車は1番のりばに到着するが、当駅から熊取駅までの区間において人身事故等の運行障害発生時や羽衣線の車両を急遽交換する場合などでは、先述の折り返し設備を使って天王寺方面からの関空／紀州路快速や普通が1番のりばで折り返す。
午前4時39分発の普通列車天王寺行きのみ、定期の天王寺方面行きの列車で唯一2番のりばから発車する。
午前5時20分に5番のりばから発車する羽衣線の始発列車の車両は、鳳派出所から3番のりばに入線し一旦停止した後、津久野駅～鳳駅間の上り線で折り返し、鳳駅構内にある渡り線を使用し5番のりばに入線する。午前0時10分に羽衣線の最終列車が5番のりばに到着した後は、この逆の手順で鳳派出所に入区する。
日中8～16時台の天王寺駅発着の普通は当駅で折り返すため、この時間帯の当駅 - 熊取駅間の各駅は、主に熊取駅・日根野駅発着の区間快速が停車する。

## 利用状況
2023年（令和5年）度の1日平均乗車人員は18,014人である。阪和線・関西空港線の途中駅では三国ケ丘駅についで第2位の利用者数である。
各年度の1日の平均乗車人員は以下の通りである。
| 年度               | 1日平均 乗車人員 | うち定期 | 定期率 | 出典          |
| ------------------ | ---------------- | -------- | ------ | ------------- |
| 1988年（昭和63年） | 15,735           | 10,982   | 69.8%  | [ 大阪府 1 ]  |
| 1989年（平成元年） | 15,882           | 11,106   | 69.9%  | [ 大阪府 1 ]  |
| 1990年（平成02年） | 15,969           | 11,135   | 69.7%  | [ 大阪府 2 ]  |
| 1991年（平成03年） | 15,845           | 10,995   | 69.4%  | [ 大阪府 3 ]  |
| 1992年（平成04年） | 15,536           | 10,820   | 69.6%  | [ 大阪府 4 ]  |
| 1993年（平成05年） | 15,256           | 10,623   | 69.6%  | [ 大阪府 5 ]  |
| 1994年（平成06年） | 15,245           | 10,586   | 69.4%  | [ 大阪府 6 ]  |
| 1995年（平成07年） | 15,368           | 10,541   | 68.6%  | [ 大阪府 7 ]  |
| 1996年（平成08年） | 15,567           | 10,620   | 68.2%  | [ 大阪府 8 ]  |
| 1997年（平成09年） | 15,085           | 10,259   | 68.0%  | [ 大阪府 9 ]  |
| 1998年（平成10年） | 14,783           | 10,023   | 67.8%  | [ 大阪府 10 ] |
| 1999年（平成11年） | 14,460           | 9,745    | 67.4%  | [ 大阪府 11 ] |
| 2000年（平成12年） | 14,414           | 9,764    | 67.7%  | [ 大阪府 12 ] |
| 2001年（平成13年） | 14,462           | 9,810    | 67.8%  | [ 大阪府 13 ] |
| 2002年（平成14年） | 14,558           | 9,975    | 68.5%  | [ 大阪府 14 ] |
| 2003年（平成15年） | 14,485           | 9,989    | 69.0%  | [ 大阪府 15 ] |
| 2004年（平成16年） | 14,355           | 10,091   | 70.3%  | [ 大阪府 16 ] |
| 2005年（平成17年） | 14,415           | 10,201   | 70.8%  | [ 大阪府 17 ] |
| 2006年（平成18年） | 14,583           | 10,353   | 71.0%  | [ 大阪府 18 ] |
| 2007年（平成19年） | 14,986           | 10,670   | 71.2%  | [ 大阪府 19 ] |
| 2008年（平成20年） | 16,100           | 11,295   | 70.2%  | [ 大阪府 20 ] |
| 2009年（平成21年） | 15,830           | 11,225   | 70.9%  | [ 大阪府 21 ] |
| 2010年（平成22年） | 16,029           | 11,357   | 70.9%  | [ 大阪府 22 ] |
| 2011年（平成23年） | 16,347           | 11,642   | 71.2%  | [ 大阪府 23 ] |
| 2012年（平成24年） | 16,744           | 11,870   | 70.9%  | [ 大阪府 24 ] |
| 2013年（平成25年） | 17,290           | 12,271   | 71.0%  | [ 大阪府 25 ] |
| 2014年（平成26年） | 17,459           | 12,406   | 71.1%  | [ 大阪府 26 ] |
| 2015年（平成27年） | 18,001           | 12,743   | 70.8%  | [ 大阪府 27 ] |
| 2016年（平成28年） | 18,366           | 13,045   | 71.0%  | [ 大阪府 28 ] |
| 2017年（平成29年） | 18,669           | 13,267   | 71.1%  | [ 大阪府 29 ] |
| 2018年（平成30年） | 18,848           | 13,406   | 71.1%  | [ 大阪府 30 ] |
| 2019年（令和元年） | 19,096           | 13,565   | 71.0%  | [ 大阪府 31 ] |
| 2020年（令和02年） | 15,636           | 11,671   | 74.6%  | [ 大阪府 32 ] |
| 2021年（令和03年） | 16,126           | 11,859   | 73.5%  | [ 大阪府 33 ] |
| 2022年（令和04年） | 17,396           | 12,357   | 71.0%  | [ 大阪府 34 ] |
| 2023年（令和05年） | 18,014           | 12,633   | 70.1%  | [ 大阪府 35 ] |

乗者数グラフ

## 駅周辺
古くから大鳥大社の鳥居前町として、明治以降は泉北郡の行政の中心地として熊野街道（小栗街道）に沿って発展してきた。現在も街の中心は駅に近い小栗街道沿いの鳳本通商店街（約70店舗）付近のエリアである。しかし、小栗街道はほとんどが旧来の狭い道で、路線バスは通っていない。小栗街道のバイパスとして大阪府道30号大阪和泉泉南線が東側を併走しているが、鳳駅は小栗街道の西側に位置しており、路線バスの乗り入れができない状態が長らく続いていた。
2008年3月に東急車輛製造大阪製作所跡地にアリオ鳳が開業したのを機に、大阪和泉泉南線鳳駅下り交差点から鳳駅前を経由してアリオ鳳を結ぶ道路（鳳上線）を18ｍ幅へ拡幅し、4400㎡の駅前広場を整備した上で、西区役所前から鳳駅前へバスターミナルを移転させる再開発事業が始まり、2019年9月23日より駅前（東口）に路線バスが乗り入れるようになった。

### 公共施設
- 堺市西区役所・ウエスティ（堺市立西文化会館）・西老人福祉センター
- 堺市立西図書館・鳳保健文化センター・西保健センター
- 大阪府泉北府民センター（鳳土木事務所）
- 堺市消防局西消防署
- 大阪府警西堺警察署

### 学校
- 大阪物療大学
- 大阪健康福祉短期大学（鳳キャンパス）
- 大阪府立堺上高等学校
- 八洲学園高等学校
- やしま学園高等専修学校
- 堺市立鳳中学校
- 堺市立鳳小学校
- 堺市立鳳南小学校
- 堺市立福泉上小学校
- 近畿コンピュータ電子専門学校
- 大阪航空専門学校
- 阪和鳳自動車工業専門学校
- 阪和鳳自動車学校

### 商業施設

#### おおとりウイングス
駅東側に存在する複合商業施設。主要テナントは以下の通り。 
- イオンスタイルおおとり（2025年4月26日開業、旧:ダイエーおおとり店[14]）
- 日本郵便堺鳳東郵便局

その他の店舗については公式サイトを参照。

#### その他の商業施設
- 鳳本通商店街
- でんでん坂商店街
- アリオ鳳
  - イトーヨーカドーアリオ鳳店
  - 堺ロフト
- ライフ福泉店
- コーナン第二阪和鳳店

### その他
- 大鳥大社 - 和泉国一の宮で、大鳥連祖神・日本武尊を祀る。10月初旬には鳳だんじり祭りが行われる。
- 鳳公園 - 防災公園[15]

## バス路線
2019年より供用開始されたバスロータリーに南海バスの路線が発着する。停留所名は「鳳駅前」。
| のりば | 路線名                      | 系統・行先                                   | 備考         |
| ------ | --------------------------- | -------------------------------------------- | ------------ |
| 1      | 堺東・鳳線                  | 1系統：堺東駅前                              | 当停留所始発 |
| 1      | 306・307・308系統：堺東駅前 |                                              |              |
| 2      | 堺市立総合医療センター線    | 112系統：石津川駅前/堺市立総合医療センター前 |              |
| 3      | 堺東・光明池線              | 308系統：光明池駅                            |              |
| 4      | 美木多線                    | 306系統：国分峠東                            |              |
| 4      | 美木多線                    | 307系統：栂・美木多駅                        |              |
| 5      | 北野田・鳳線                | 170系統：北野田駅前                          |              |

このほか、堺市乗合タクシーの以下の路線も発着する。何れもデマンド式であり、1日5往復の運行となっている。
- Hルート：栂・美木多駅前
- Iルート：泉ヶ丘駅前

## 隣の駅
西日本旅客鉄道（JR西日本）
 阪和線
■関空快速・■紀州路快速・■快速
三国ケ丘駅 (JR-R29) - 鳳駅 (JR-R33) - 和泉府中駅 (JR-R37)
■区間快速（当駅から富木方の各駅に停車）
三国ケ丘駅 (JR-R29) - 鳳駅 (JR-R33) - 富木駅 (JR-R34)
■普通
津久野駅 (JR-R32) - 鳳駅 (JR-R33) - 富木駅 (JR-R34)
■羽衣線（阪和線支線）
鳳駅 - 東羽衣駅

### 記事本文

### 利用状況
1. ↑  大阪府統計年鑑 - 大阪府

大阪府統計年鑑
1. 1 2  大阪府統計年鑑（平成2年） (PDF)
2. ↑  大阪府統計年鑑（平成3年） (PDF)
3. ↑  大阪府統計年鑑（平成4年） (PDF)
4. ↑  大阪府統計年鑑（平成5年） (PDF)
5. ↑  大阪府統計年鑑（平成6年） (PDF)
6. ↑  大阪府統計年鑑（平成7年） (PDF)
7. ↑  大阪府統計年鑑（平成8年） (PDF)
8. ↑  大阪府統計年鑑（平成9年） (PDF)
9. ↑  大阪府統計年鑑（平成10年） (PDF)
10. ↑  大阪府統計年鑑（平成11年） (PDF)
11. ↑  大阪府統計年鑑（平成12年） (PDF)
12. ↑  大阪府統計年鑑（平成13年） (PDF)
13. ↑  大阪府統計年鑑（平成14年） (PDF)
14. ↑  大阪府統計年鑑（平成15年） (PDF)
15. ↑  大阪府統計年鑑（平成16年） (PDF)
16. ↑  大阪府統計年鑑（平成17年） (PDF)
17. ↑  大阪府統計年鑑（平成18年） (PDF)
18. ↑  大阪府統計年鑑（平成19年） (PDF)
19. ↑  大阪府統計年鑑（平成20年） (PDF)
20. ↑  大阪府統計年鑑（平成21年） (PDF)
21. ↑  大阪府統計年鑑（平成22年） (PDF)
22. ↑  大阪府統計年鑑（平成23年） (PDF)
23. ↑  大阪府統計年鑑（平成24年） (PDF)
24. ↑  大阪府統計年鑑（平成25年） (PDF)
25. ↑  大阪府統計年鑑（平成26年） (PDF)
26. ↑  大阪府統計年鑑（平成27年） (PDF)
27. ↑  大阪府統計年鑑（平成28年） (PDF)
28. ↑  大阪府統計年鑑（平成29年） (PDF)
29. ↑  大阪府統計年鑑（平成30年） (PDF)
30. ↑  大阪府統計年鑑（令和元年） (PDF)
31. ↑  大阪府統計年鑑（令和2年） (PDF)
32. ↑  大阪府統計年鑑（令和3年） (PDF)
33. ↑  大阪府統計年鑑（令和4年） (PDF)
34. ↑  大阪府統計年鑑（令和5年） (PDF)
35. ↑  大阪府統計年鑑（令和6年） (PDF)